# Хесреєль Корралес
Хесреєль Корралес Гонсалес (ісп. Jezreel Corrales; нар. 12 липня 1991) — панамський професійний боксер, який виступав в другій напівлегкій ваговій категорії. Супер-чемпіон світу за версією WBA (2016-2017) у другій напівлегкій вазі.

## Професіональна кар'єра
Професіональну кар'єру боксера розпочав 13 лютого 2009 року.
27 квітня 2016 року відбувся бій Хесреєля Корралеса зі знаменитим японським боксером Такасі Утіямою, перемігши якого нокаутом у другому раунді, Корралес завоював титул супер-чемпіона світу за версією WBA у другій напівлегкій вазі.
31 грудня 2016 року відбувся реванш між Корралесом і Утіямою. Хесреєль здобув перемогу розділеним рішенням суддів, вдруге перемігши багаторічного японського чемпіона, тим самим захистивши свій чемпіонський пояс в перший раз.
15 липня захистив титул в поєдинку проти Робінсона Кастелланоса.
21 жовтня 2016 року програв нокаутом у 8 раунді пуерториканцю Альберто Мачадо. Корралес не вклався в вагу, тому титул WBA (Super) втратив ще до початку боя.
18 січня 2020 року вийшов на бій за вакантний титул «тимчасового» чемпіона за версією WBA у другій напівлегкій вазі проти Кріса Колберта (США) і програв одностайним рішенням суддів.